# Francisco de Soveral
Francisco de Soveral (onbekend - 5 januari 1642) was een Portugees bisschop. Hij was achtereenvolgens bisschop van Sao Tomé en Principe en van São Paulo de Loanda, het tegenwoordige aartsbisdom Luanda.
Baptista werd op 5 oktober 1623 tot bisschop benoemd van het bisdom Sao Tomé en Principe. In april 1624 volgde de bisschopswijding. Op 8 februari 1627 werd hij tot bisschop benoemd van het bisdom São Paulo de Loanda in Angola. Hij bleef bisschop van São Paulo de Loanda tot zijn dood op 5 januari 1642 en werd opgevolgd door Pedro Sanches Farinha.